# ملیسا ریوس
 ملیسا ریوس (انگلیسی: Melissa Reeves؛ زادهٔ ۱۴ مارس ۱۹۶۷) یک هنرپیشه اهل ایالات متحده آمریکا است.